# Phyto mirabilis
Phyto mirabilis är en tvåvingeart som beskrevs av Yu. G. Verves 1982. Phyto mirabilis ingår i släktet Phyto och familjen gråsuggeflugor. Inga underarter finns listade i Catalogue of Life.